# Venthône
Venthône (toponimo francese; in tedesco Venthen, desueto) è stato un comune svizzero di 1 251 abitanti del Canton Vallese, nel distretto di Sierre, fino al 1 gennaio 2021. Ora fa parte del nuovo comune di Noble-Contrée.

## Monumenti e luoghi d'interesse

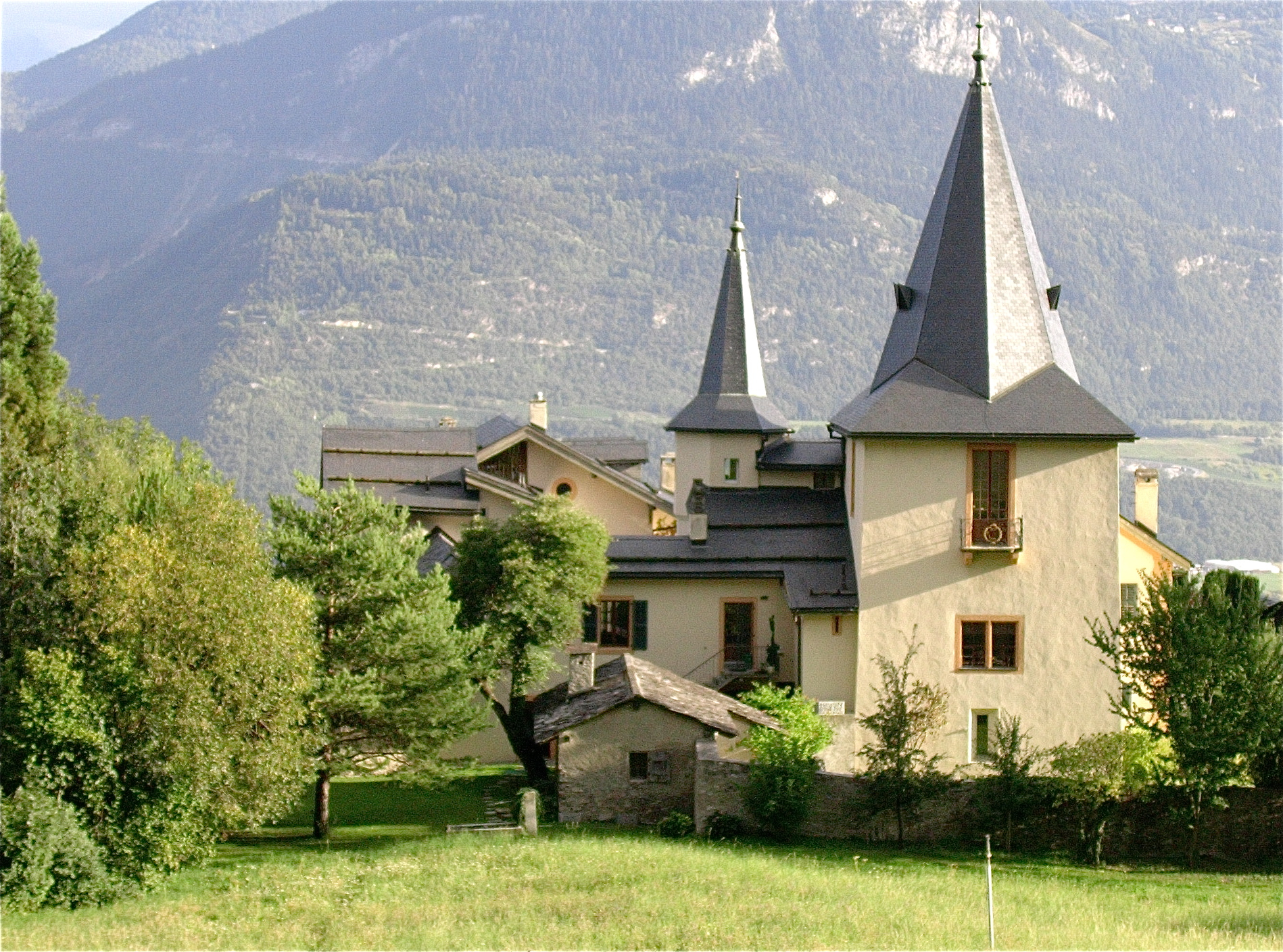
Il castello di Anchettes

- Chiesa parrocchiale cattolica di San Sebastiano, eretta nel 1677[1];
- Castello di Anchettes, eretto nel XV secolo[2].

## Società

### Evoluzione demografica
L'evoluzione demografica è riportata nella seguente tabella:
Abitanti censiti

## Amministrazione
Ogni famiglia originaria del luogo fa parte del cosiddetto comune patriziale e ha la responsabilità della manutenzione di ogni bene ricadente all'interno dei confini del comune.